# Thomas Ayres
Thomas Almond Ayres (1816, Woodbridge, Nova Jersey - 1858) é um desenhista, ilustrador e pintor paisagista norte-americano, cujo principal trabalho foi registrar as imagens do Parque Nacional de Yosemite.
Ele viajou para a Califórnia em 1849, durante a Corrida do Ouro. Seus desenhos, feitos em Yosemite contribuíram para o registro histórico do Parque, além da qualidade artística de seu trabalho.

## Obra
Os desenhos e pinturas de Thomas A. Ayres, podem ser vistos nos seguintes locais e museus:
- Bancroft Library (UC Berkeley)
- Yosemite Nat’l Park Museum
- De Young Museum
- Society of California Pioneers
- Oakland Museum
- New York Public Library